# Liste der Bodendenkmale in Frauenstein (Erzgebirge)
In der Liste der Bodendenkmale in Frauenstein sind die Bodendenkmale der Stadt Frauenstein und ihrer Ortsteile nach dem Stand der Auflistung von Volkmar Geupel aus dem Jahr 1983 aufgelistet. Eventuelle Änderungen und Ergänzungen, insbesondere aus der Zeit nach der Wende, sind nicht berücksichtigt, da für Sachsen aktuell keine neueren allgemein zugänglichen Bodendenkmallisten vorliegen. Die Baudenkmale sind in der Liste der Kulturdenkmale in Frauenstein (Erzgebirge) aufgeführt.
| Denkmal-ID | Fundart            | Ortsteil    | Bezeichnung                           | Zeitstellung | Lage                                | Bemerkungen | Bild |
| ---------- | ------------------ | ----------- | ------------------------------------- | ------------ | ----------------------------------- | --- | ---- |
| ?          | Befestigung > Burg | Frauenstein | Wehranlage „Ruine“, „Burg“, „Schloss“ | Mittelalter  | nördlich im Ort auf einem Bergsporn | Höhenburg in Spornlage, als Ruine erhalten, Vorburg durch Renaissance-Schloss überbaut, Schutz seit 18. April 1969 |      |